# چوئو-کو، کوبه
چوئو-کو (به لاتین: Chūō-ku) یک منطقهٔ مسکونی در ژاپن است که در کوبه واقع شده‌است. چوئو-کو ۲۸٫۴۶ کیلومتر مربع مساحت و ۱۲۷٬۶۰۲ نفر جمعیت دارد.